# 몰타의 지방 의회

몰타의 행정 구역

몰타는 1993년 6월 30일에 제정된 《지방 의회법》에 따라 설립된 68개 지방 의회(영어: local council, 몰타어: kunsilli lokali)로 구성되어 있으며 이들 지방 의회는 각 지방 정부를 구성한다.
| 몰타섬 | 몰타섬 | 고조섬 |
| - 아타르트 (Attard) - 발찬 (Balzan) - 비르구 (Birgu) - 비르키르카라 (Birkirkara) - 비르제부자 (Birżebbuġa) - 보름라 (Bormla) - 딩글리 (Dingli) - 프구라 (Fgura) - 플로리아나 (Floriana) - 구디아 (Gudja) - 그지라 (Gżira) - 아르우르 (Għargħur) - 아샤 (Għaxaq) - 함룬 (Ħamrun) - 이클린 (Iklin) - 칼카라 (Kalkara) - 키르코프 (Kirkop) - 리야 (Lija) - 루아 (Luqa) - 마르사 (Marsa) - 마르사스칼라 (Marsaskala) - 마르사실로크 (Marsaxlokk) - 므디나 (Mdina) - 멜리하 (Mellieħa) - 므자르 (Mġarr) - 모스타 (Mosta) - 므아바 (Mqabba) | - 므시다 (Msida) - 므타르파 (Mtarfa) - 나샤르 (Naxxar) - 파올라 (Paola) - 펨브로크 (Pembroke) - 피타 (Pietà) - 오르미 (Qormi) - 렌디 (Qrendi) - 라바트 (Rabat) - 사피 (Safi) - 산질리안 (San Ġiljan) - 산즈완 (San Ġwann) - 산파울일바하르 (San Pawl il-Baħar) - 산타루치야 (Santa Luċija) - 산타베네라 (Santa Venera) - 셍글레아 (Senglea) - 시지위 (Siġġiewi) - 슬리마 (Sliema) - 스위이 (Swieqi) - 타시비시 (Ta' Xbiex) - 타르신 (Tarxien) - 발레타 (Valletta) - 샤이라 (Xgħajra) - 자바르 (Żabbar) - 제부치 (Żebbuġ) - 제이툰 (Żejtun) - 주리 (Żurrieq) | - 폰타나 (Fontana) - 아인실렘 (Għajnsielem) - 아르프 (Għarb) - 아스리 (Għasri) - 케르쳄 (Kerċem) - 문샤르 (Munxar) - 나두르 (Nadur) - 알라 (Qala) - 빅토리아 (Victoria) - 산라우렌츠 (San Lawrenz) - 산나트 (Sannat) - 샤라 (Xagħra) - 셰우키야 (Xewkija) - 제부치 (Żebbuġ) |